# Notamacropus greyi
Notamacropus greyi là một loài động vật có vú trong họ Macropodidae, bộ Hai răng cửa. Loài này được Waterhouse mô tả năm 1846.

## Hình ảnh

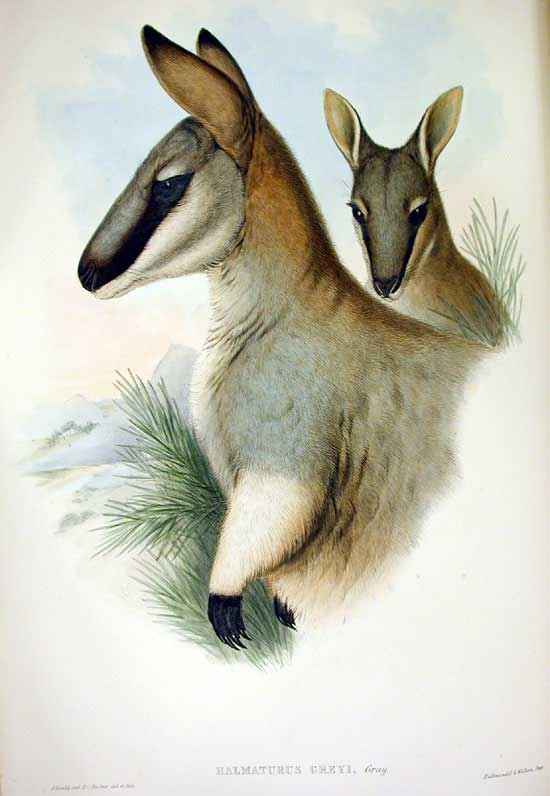